# Задойнов, Вадим
Вадим Задойнов (род. 24 мая 1969, Кишинёв) — советский и молдавский легкоатлет (барьерный бег), призёр чемпионата СССР, чемпион СНГ, участник трёх Олимпиад.

## Биография
В 1992 году стал чемпионом СНГ в беге на 400 метров с барьерами с результатом 49,82.
На Олимпийских играх 1992 года в Барселоне представлял объединённую команду и в беге на 400 метров с барьерами в предварительном забеге занял пятое место с результатом 51,21 и не смог пробиться в финал.
На Олимпийских играх 1996 года в Атланте выступал за команду Молдавии. На этих играх, выступая в той же дисциплине, он стал четвёртым (49,73).
На Олимпийских играх 2000 года в Сиднее занял пятое место в четвертом квалификационном забеге (51,08) и не смог пробиться в финал.

## Спортивные результаты
- Чемпионат Европы по лёгкой атлетике среди юниоров 1987 года —  (Эстафета 4×400 метров);
- Чемпионат мира по лёгкой атлетике среди юниоров 1988 года —  (400 м с барьерами);
- Чемпионат СССР по лёгкой атлетике 1990 года —  (400 м с барьерами).

## Семья
Женат на Ольге Большовой — прыгунье в высоту и тройным прыжком, дочери советских легкоатлетов Виктора Большова и Валентины Масловской. Дочь Алёна Большова-Задойнова — испанская теннисистка.